# Golfe de Moro
Le golfe de Moro est un golfe de la mer de Célèbes, dans l'océan Pacifique, qui baigne les côtes des Philippines. Il est formé par le littoral sud-ouest de l'île de Mindanao, dans le sud du pays.
Les principaux ports sont Zamboanga et Cotabato.

## Annexe